# Pólko (powiat nidzicki)
Pólko(niem. Terten) – osada leśna w Polsce położona w województwie warmińsko-mazurskim, w powiecie nidzickim, w gminie Nidzica. Miejscowość wchodzi w skład sołectwa Jabłonka.
W latach 1975–1998 miejscowość administracyjnie należała do województwa olsztyńskiego.